# Себастьян Васкес
Себастья́н Родрі́го Ва́скес Майда́на (ісп. Sebastián Rodrigo Vázquez Maidana; 4 листопада 1980) — уругвайський футболіст.
Народився 4 листопада 1980 року в Сан-Рамоні, Уругвай.
Починав грати в «Буена-Вісті» (Сан-Рамон). Виступав в уругвайських клубах: «Рентістас» Монтевідео (2000—2002 роки) — 63 матчі (5 голів), «Ліверпуль» Монтевідео (2003, 2004 роки) — 43 матчі (11 голів), «Насьйональ» (Монтевідео) (2005, 2006 роки) — 56 матів (13 голів).
У складі «Насьоналя» був чемпіоном Уругваю, брав участь в Кубку Лібертадорес. У 2007 році захищав кольори чемпіона Аргентини «Естудьянтес» (Ла-Плата) — 11 матчів.
Грав у одеському «Чорноморці» з серпня 2007 року до кінця 2009 року.